# Уильямс, Роберт (греческий певец)
Роберт Уильямс (греч. Ρόμπερτ Ουίλιαμς; 4 декабря 1949, Афины, Греция — 21 августа 2022, там же) — греческий певец и композитор. В 1977 году Роберт (совместно с Пасхалис, Марианной и Бесси) участвовал на конкурсе песни «Евровидение-1977».

## Биография

### Карьера
Роберт начал свою карьеру в начале 1970-х годов, став гитаристом и участником рок-группы «Poll».
С 1974 года Роберт являлся активным поп- и рок-певцом Греции.

### Евровидение
В 1977 году, Пасхалис, Марианна, Роберт и Бесси были выбраны для участия на конкурсе песни «Евровидение-1977» от Греции.
Исполненная композиция «Μάθημα σολφέζ» («Уроки сольфеджио») заняла пятую позицию с 92 баллами.

### Дальнейшая жизнь и карьера
С начала 1990-х годов, Роберт выпускал альбомы и записывал песни для реклам. Скончался 21 августа 2022 года.

## Личная жизнь
Был женат на Амалии Димитриадис. В этом браке родились трое детей: Александрос, Иления и Марта.